# نورفیرین سیمون
نورفیرین سیمون (انگلیسی: Nurfitriyana Saiman؛ زادهٔ ۷ مارس ۱۹۶۲) ورزشکار تیراندازی با کمان اهل اندونزی است.
وی در مسابقات کشوری و بین‌المللی در مجموع برندهٔ ۱ مدال طلا، ۲ مدال نقره، ۱ مدال برنز شده‌است.